# Црква Светог Јована Богослова у Српској Кући
Црква Светог Јована Богослова у Српској Кући, насељеном месту на територији Општине Бујановац, православни је храм који припада Епархији врањској Српске православне цркве. Све до 1945. године ово село се звало Краљева Кућа, али је због владајућег комунистичког режима морало да промени свој назив у Српска Кућа.
Црква посвећена Светом Јовану Богослову изграђена је 1903. године, на темељима старе цркве, благословом тадашњег митрополита скопског Фирмилијана. Свечани чин освећења извршио је митрополит скопски Викентије, 1906. године.
На цркви се налази натпис:
Воимја Оца и Сина и Свјатаго Духа. Храм овај Светог Апостола и Јеванђелиста Јована обновљен је на темељу старе задужбине из славног доба Немањића, за владе Његовог Величанства Султан Абдул-Хамид-Хана. По благослову Његовог Високог Преосвештенства митрополита Скопљанског Фирмилијана Дражића, храм је освећен од Његовог Високог Преосвештенства митрополита Скопљанског Викентија Крџића 22. октобра 1906. године. Храм је подигнут добровољним прилозима од побожних хришћана села Краљева Кућа: ЈањаТасић, тутор из Краљеву Кућу, Анђел Васиљевић, мајстор из Врање и Теофан И. Буџароски, иконописац из Галичника.
У време Првог Светског рата, код овог села су од стране бугарске окупационе војске убијени српски свештеници: Милан Мл. Поповић, прота и парох села Краљева Кућа, Трајко Дејковић, парох бујановачки и Тома Стоиловић, парох осларски. Списак свештених лица побијених од Бугара налази се у часопису Весник Српске Цркве за септембар-октобар, 1921, Београд. Приложнички натписи на иконама премазани су катраном, што је последица упада и боравка Бугара на овим просторима за време Другог светског рата. Двери су изрезбарене флоралним мотивима, а на врху имају владарску круну с крстом.
Јужно од цркве налази се трпеза за освећење масла, а југозападно од ње 1987. године подигнут је звоник. На иконостасу има 39 икона, које је осликао Теофан И. Буџароски 1906. и 1907. године.
У порти цркве од 2016. године постоји и спомен обележје пострадалим припадницима Министарства унутрашњих послова Републике Србије, који су 2001. године у ратним дејствима и борби са албанским терористима на овим просторима положили животе за отаџбину.